# Roy Nelson
Roy Nelson (Las Vegas, 20 de junho de 1976) é um lutador de MMA norte americano atualmente aposentado. É ex-campeão dos Pesos Pesados do International Fight League e vencedor do The Ultimate Fighter: Heavyweights. Ele é faixa preta em Jiu-Jitsu com Renzo Gracie, e é conhecido por suas habilidades de luta e agilidade. Nelson tem vitórias notavéis sobre Kimbo Slice, Brendan Schaub, Stefan Struve, Mirko Cro Cop e o brasileiro Antônio Rodrigo Nogueira.

## Biografia

### Carreira no MMA
Nelson foi um aluno por muito tempo de Jiu-Jitsu pelo lendário faixa preta Renzo Gracie, que concedeu-lhe uma faixa preta em 26 de agosto de 2009. Nelson competiu no Abu Dhabi Grappling Championships(ADCC) e já treinou com alguns dos melhores lutadores do mundo, incluindo do UFC Randy Couture, Tito Ortiz, Ricco Rodriguez e Ken Shamrock.
Nelson já venceu um Grapplers Quest World's Grappling Event, em 2003. vencendo grandes futuros nomes do MMA mundial como Frank Mir, Brandon Vera e Diego Sanchez na final.
No mundo do MMA, Nelson participou da organização IFL, nela ele enfrentou seu primeiro grande adversário Ben Rothwell, em uma luta equilibrada Nelson perdeu por decisão dividida. Em 2007 no IFL World Grand Prix, Nelson tornou-se o primeiro campeão peso pesado do campeonato, derrotando Antoine Jaoude em 29 de dezembro de 2007. Nelson defendeu com sucesso seu título duas vezes, antes da IFL ser extinta.
Após o IFL, Nelson assinou com o EliteXC para fazer uma luta contra Andrei Arlovski, essa foi uma grande oportunidade já que Arlovski era um dos melhores pesos pesados da época. Durante a luta, a estratégia de Nelson de levar para o chão não teve sucesso e acabou sendo nocauteado aos 3:14 do 2º round. Em seguida, Nelson enfrentou o veterano Jeff Monson, Nelson dominou os dois ultimos rounds claramente, porém os juízes deram vitória para Monson.

### The Ultimate Fighter
Nelson foi selecionado para participar da décima edição do The Ultimate Fighter, no reality show os treinadores Rashad Evans e Quinton "Ramapge" Jackson dividiram os times, e Nelson foi para o time Rashad. Durante os treinamentos Rashad e Nelson tiveram uma pequena discussão onde Rashad disse que Nelson não estava se esforçando no treinamento. A primeira luta de Nelson no reality show foi contra Kimbo Slice, Nelson usou seu plano de jogo derrubou Slice e encaixou um crucifixo, porém Slice conseguiu escapar, no segundo round Nelson encaixou mais um crucifixo e dessa vez conseguiu terminar a luta por Nocaute Técnico. Nas quartas de final Nelson enfrentou seu colega de time Justin Wren, em uma luta morna sem grandes momentos, Nelson venceu por decisão majoritária. Nas semifinais, Nelson mostrou seu talento contra James McSweeney vencendo por nocaute técnico. Ele também é um otimo lutador de Karatê shotokan, pois treinou com o Lyoto Machida.
Nelson disputou a final contra Brendan Schaub no The Ultimate Fighter: Heavyweights Finale valendo o contrato de seis lutas com o UFC. Na luta os dois partiram para trocação em pé, Nelson levando vantagem conseguiu contra-atacar Brendan com um forte soco que nocauteou seu adversário no primeiro round. Nelson se tornou o 10º The Ultimate Fighter e de quebra ganhou o prêmio de "Nocaute da Noite".

### Ultimate Fighting Championship
Em sua primeira luta após o The Ultimate Fighter Finale, Nelson nocauteou Stefan Struve em 39 segundos do primeiro round no co-evento principal do UFC Fight Night 21 em 31 de março de 2010, vencendo seu segundo prêmio seguido de Nocaute da Noite. Nelson era esperado para enfrentar Cheick Kongo, mas a luta foi cancelada após Kongo se retirar. Nelson então enfrentou Junior "Cigano" dos Santos no UFC 117 na luta para determinar o desafiante n°1 (após Cain Velasquez) ao Cinturão Peso Pesado do UFC. Nelson perdeu por decisão unânime (30-26, 30-27, 30-27), mas foi capaz de suportar diversos golpes brutais do brasileiro, tornando-se o primeiro a levar Cigano para a decisão. Nelson era esperado para enfrentar Shane Carwin no UFC 125. Porém, Carwin, teve que se retirar da luta com uma lesão nas costas. Nelson também foi retirado do card.
Em 14 de novembro de 2010, o presidente do UFC Dana White anunciou que a carreira no UFC de Nelson foi ameaçada por Nelson estar contratualmente ligado a outra promoção. White se recusou a dizer o nome da promoção, mas fontes próximas a Nelson confirmou a Square Ring Promotions de Roy Jones Jr. alegou ter fechado com Nelson. Nelson disse MMA Hour com Ariel Helwani que essa notícia é velha e que ele poderia continuar lutando no UFC sem problemas.
Nelson enfrentou Frank Mir em 28 de maio de 2011 no UFC 130 e perdeu por decisão unânime. O presidente do UFC Dana White criticou a performance de Nelson após a luta pela falta de condicionamento de Nelson. Nelson culpou uma gripe por sua má performance. Nelson indicou que ele tinha planos de baixar de peso e lutar nos meio pesados no futuro.
Nelson enfrentou Mirko Filipović en 29 de outubro de 2011 no UFC 137 e venceu por nocaute técnico no terceiro round.
Nelson em seguida enfrentou Fabricio Werdum, que retornava ao UFC no UFC 143 em 4 de fevereiro de 2012. Ele perdeu a luta por decisão unânime. A luta equilibrada ganhou o prêmio de Luta da Noite.
Nelson era esperado para enfrentar Antônio Silva em 26 de maio de 2012 no UFC 146, mas Silva foi movido para a luta contra Cain Velasquez. Nelson então foi colocado para enfrentar Gabriel Gonzaga. Porém, Gonzaga se lesionou e foi forçado a se retirar da luta e foi substituído por Dave Herman, que foi nocauteado por Nelson em 51 segundos. Ele ganhou o prêmio de Nocaute da Noite. Joe Rogan disse na transmissão que "Quando [Herman] caiu sentado, ele não fazia ideia de aonde estava".
Foi anunciado em 12 de julho de 2012 que Nelson seria treinador do The Ultimate Fighter, contra Shane Carwin, e os dois eram esperados para se enfrentarem em 15 de dezembro de 2012 no The Ultimate Fighter: Team Carwin vs. Team Nelson Finale. Em 14 de novembro foi anunciado que Shane Carwin lesionou seu joelho e não poderia lutar. Em 15 de novembro foi anunciado que Nelson enfrentaria Matt Mitrione no evento. Nelson derrotou Mitrione por nocaute técnico no primeiro round.
Nelson enfrentou Cheick Kongo em 27 de abril de 2013 no UFC 159. Nelson venceu a luta por nocaute aos 2:03 do primeiro round. A vitória também ganhou o prêmio de Nocaute da Noite.
Nelson enfrentou Stipe Miocic em 15 de junho de 2013 no UFC 161. Miocic derrotou Nelson por decisão unânime. Essa foi a última luta do contrato de Nelson com o UFC, e ele depois assinou um novo contrato com a promoção.
Nelson enfrentou o invicto Daniel Cormier no UFC 166 em 19 de outubro de 2013. Nelson perdeu por decisão unânime.
Nelson enfrentou o veterano do Pride e UFC Antônio Rodrigo Nogueira em 11 de abril de 2014 no UFC Fight Night: Nogueira vs. Nelson, em Abu Dhabi e surpreendeu com uma atuação totalmente dominante. Roy conseguiu um knockdown logo no começo, mas deixou Minotauro se recobrar. Menos de 1 minuto depois acertou um overhand fulminante, que nocauteou o brasileiro aos 3m37s do primeiro round.
Nelson enfrentou outro veterano do Pride FC, o neozelandês Mark Hunt em 20 de setembro de 2014 no UFC Fight Night: Hunt vs. Nelson. Ele foi nocauteado pela primeira vez no UFC no segundo round com um soco de Hunt.
Nelson enfrentou o veterano do Pride, Strikeforce e DREAM Alistair Overeem em 14 de março de 2015 no UFC 185. Ele foi derrotado por decisão unânime.
Nelson foi treinador do reality show do UFC, Road to UFC: Japão ao lado do  ex-campeão do UFC Josh Barnett, e eles se enfrentaram ao final do programa em 27 de Setembro de 2015 no UFC Fight Night: Barnett vs. Nelson. Nelson foi derrotado por decisão unânime.
Nelson agora é esperado para enfrentar Jared Rosholt em 6 de Fevereiro de 2016 no UFC 196.
Nelson venceu Jared Rosholt por decisão unânime. 
Em 07 de julho de 2016, Roy Nelson enfrentou Derrick Lewis em uma luta equilibrada. Nelson acabou derrotado por decisão dividida. 
Nelson enfrentou seu amigo Antônio "Pezão" Silva no UFC Brasília e nocauteou ele. Roy, zangado com a demora do arbitro John "Big John" McCarthy em terminar a luta, agride ele no octógono e acabou sendo suspenso. 
depois de um periodo de suspensão Roy enfrentou o novato Alexander Volkov (lutador) e acabou perdendo por decisão unânime dos juizes.
Roy Nelson assinou com o Bellator MMA em busca de novos desafios depois de uma longa passagem pelo UFC.

## Cartel no MMA
| Cartel no MMA   |             |             |
| 39 lutas        | 23 vitórias | 16 derrotas |
| Por nocaute     | 15          | 3           |
| Por finalização | 4           | 0           |
| Por decisão     | 4           | 13          |

| Res.    | Cartel | Oponente                 | Método                      | Evento                                  | Data       | Round | Tempo | Local                        | Notas                                                          |
| ------- | ------ | ------------------------ | --------------------------- | --------------------------------------- | ---------- | ----- | ----- | ---------------------------- | -------------------------------------------------------------- |
| Derrota | 23-16  | Sergei Kharitonov        | Nocaute (socos e joelhadas) | Bellator 207: Mitrione vs. Bader        | 12/10/2018 | 1     | 4:59  | Uncasville, Connecticut      |                                                                |
| Derrota | 23-15  | Matt Mitrione            | Decisão (majoritária)       | Bellator 194: Mitrione vs. Nelson II    | 16/02/2018 | 3     | 5:00  | Uncasville, Connecticut      | Quartas de final do Grand Prix dos Pesados do Bellator.        |
| Vitória | 23-14  | Javy Ayala               | Decisão (unânime)           | Bellator 183: Henderson vs. Pitbull     | 23/09/2017 | 3     | 5:00  | San Jose, California         | Estreia no Bellator.                                           |
| Derrota | 22-14  | Alexander Volkov         | Decisão (unânime)           | UFC on Fox: Johnson vs. Reis            | 15/04/2017 | 3     | 5:00  | Kansas City, Missouri        |                                                                |
| Vitória | 22-13  | Antônio Silva            | Nocaute (socos)             | UFC Fight Night: Cyborg vs. Lansberg    | 24/09/2016 | 2     | 4:10  | Brasília                     |                                                                |
| Derrota | 21-13  | Derrick Lewis            | Decisão (dividida)          | UFC Fight Night: dos Anjos vs. Alvarez  | 07/07/2016 | 3     | 5:00  | Las Vegas, Nevada            |                                                                |
| Vitória | 21-12  | Jared Rosholt            | Decisão (unânime)           | UFC Fight Night: Hendricks vs. Thompson | 06/02/2016 | 3     | 5:00  | Las Vegas, Nevada            |                                                                |
| Derrota | 20-12  | Josh Barnett             | Decisão (unânime)           | UFC Fight Night: Barnett vs. Nelson     | 27/09/2015 | 5     | 5:00  | Saitama                      |                                                                |
| Derrota | 20-11  | Alistair Overeem         | Decisão (unânime)           | UFC 185: Pettis vs. dos Anjos           | 14/03/2015 | 3     | 5:00  | Dallas, Texas                |                                                                |
| Derrota | 20-10  | Mark Hunt                | Nocaute (soco)              | UFC Fight Night: Hunt vs. Nelson        | 20/09/2014 | 2     | 3:00  | Saitama                      |                                                                |
| Vitória | 20-9   | Antônio Rodrigo Nogueira | Nocaute (soco)              | UFC Fight Night: Nogueira vs. Nelson    | 11/04/2014 | 1     | 3:37  | Abu Dhabi                    | Performance da Noite.                                          |
| Derrota | 19-9   | Daniel Cormier           | Decisão (unânime)           | UFC 166: Velasquez vs. dos Santos III   | 19/10/2013 | 3     | 5:00  | Houston, Texas               |                                                                |
| Derrota | 19-8   | Stipe Miocic             | Decisão (unânime)           | UFC 161: Evans vs. Henderson            | 15/06/2013 | 3     | 5:00  | Winnipeg, Manitoba           |                                                                |
| Vitória | 19-7   | Cheick Kongo             | Nocaute (socos)             | UFC 159: Jones vs. Sonnen               | 27/04/2013 | 1     | 2:03  | Newark, New Jersey           | Nocaute da Noite.                                              |
| Vitória | 18-7   | Matt Mitrione            | Nocaute Técnico (socos)     | TUF 16 Finale                           | 15/12/2012 | 1     | 3:00  | Biloxi, Mississippi          |                                                                |
| Vitória | 17–7   | Dave Herman              | Nocaute (soco)              | UFC 146: Dos Santos vs. Mir             | 26/05/2012 | 1     | 0:51  | Las Vegas, Nevada            | Nocaute da Noite.                                              |
| Derrota | 16-7   | Fabrício Werdum          | Decisão (unânime)           | UFC 143: Diaz vs. Condit                | 05/02/2012 | 3     | 5:00  | Las Vegas, Nevada            | Luta da noite.                                                 |
| Vitória | 16-6   | Mirko Cro Cop            | Nocaute Técnico (socos)     | UFC 137: Penn vs. Diaz                  | 29/10/2011 | 3     | 1:30  | Las Vegas, Nevada            |                                                                |
| Derrota | 15-6   | Frank Mir                | Decisão (unânime)           | UFC 130: Rampage vs. Hamill             | 28/05/2011 | 3     | 5:00  | Las Vegas, Nevada            |                                                                |
| Derrota | 15-5   | Junior dos Santos        | Decisão (unânime)           | UFC 117: Silva vs. Sonnen               | 07/08/2010 | 3     | 5:00  | Oakland, Califórnia          | Pela vaga de desafiante nº1 ao Título dos Pesados do UFC.      |
| Vitória | 15-4   | Stefan Struve            | Nocaute Técnico (socos)     | UFC Fight Night: Florian vs. Gomi       | 31/03/2010 | 1     | 0:39  | Charlotte, Carolina do Norte | Nocaute da Noite.                                              |
| Vitória | 14-4   | Brendan Schaub           | Nocaute (soco)              | TUF 10 Finale                           | 05/12/2009 | 1     | 3:45  | Las Vegas, Nevada            | Ganhou o The Ultimate Fighter: Heavyweights. Nocaute da Noite. |
| Derrota | 13-4   | Jeff Monson              | Decisão (unânime)           | March Badness                           | 21/03/2009 | 3     | 5:00  | Pensacola, Flórida           |                                                                |
| Derrota | 13-3   | Andrei Arlovski          | Nocaute (soco)              | EliteXC: Heat                           | 04/10/2008 | 2     | 3:14  | Sunrise, Flórida             |                                                                |
| Vitória | 13-2   | Brad Imes                | Nocaute Técnico (socos)     | IFL – Connecticut                       | 16/05/2008 | 1     | 2:55  | Uncasville, Connecticut      | Defendeu o cinturão dos Pesos Pesados do IFL.                  |
| Vitória | 12-2   | Fabiano Scherner         | Nocaute Técnico (socos)     | IFL – Las Vegas                         | 29/02/2008 | 1     | 3:20  | Las Vegas, Nevada            | Defendeu o cinturão dos Pesos Pesados do IFL.                  |
| Vitória | 11-2   | Antoine Jaoude           | Nocaute (soco)              | IFL – World Grand Prix Finals           | 29/12/2007 | 2     | 0:22  | Uncasville, Connecticut      | Primeiro Campeão dos Pesos Pesados do IFL.                     |
| Vitória | 10-2   | Bryan Vetell             | Nocaute Técnico (socos)     | IFL – World Grand Prix Semifinals       | 03/11/2007 | 3     | 1:01  | Chicago, Illinois            |                                                                |
| Vitória | 9-2    | Shane Ott                | Decisão (unânime)           | IFL – Las Vegas                         | 16/06/2007 | 3     | 4:00  | Las Vegas, Nevada            |                                                                |
| Derrota | 8-2    | Ben Rothwell             | Decisão (dividida)          | IFL – Moline                            | 07/04/2007 | 3     | 4:00  | Moline, Illinois             |                                                                |
| Vitória | 8-1    | Mario Rinaldi            | Nocaute Técnico (socos)     | BodogFight – Costa Rica                 | 17/02/2007 | 1     | 2:38  | Costa Rica                   |                                                                |
| Vitória | 7-1    | Vince Lucero             | Nocaute Técnico (socos)     | IFL – Oakland                           | 19/01/2007 | 1     | 1:55  | Oakland, Califórnia          |                                                                |
| Derrota | 6-1    | Josh Curran              | Decisão (unânime)           | BodogFight – St.Petersburg              | 16/12/2006 | 3     | 5:00  | Saint Petersburg             |                                                                |
| Vitória | 6-0    | Jerome Smith             | Finalização (katagatame)    | FightForce: Butte Brawl 2               | 22/06/2006 | 1     | 4:13  | Butte, Montana               |                                                                |
| Vitória | 5-0    | Jason Godsey             | Finalização (mata-leão)     | FightForce: Butte Brawl 1               | 06/05/2006 | 1     | 4:42  | Butte, Montana               |                                                                |
| Vitória | 4-0    | Michael Buchkovich       | Finalização (mata-leão)     | WEF – Orleans Arena                     | 07/04/2006 | 1     | 0:56  | Las Vegas, Nevada            |                                                                |
| Vitória | 3-0    | Ray Seraille             | Finalização (socos)         | PXC 3: Return of the Enforcer           | 28/08/2004 | 2     | N/A   | Guam                         |                                                                |
| Vitória | 2-0    | Bo Cantrell              | Finalização (omoplata)      | Rage on the River                       | 17/04/2004 | 3     | 3:00  | Redding, Califórnia          |                                                                |
| Vitória | 1-0    | Jerry Vrbanovic          | Decisão (dividida)          | Rage on the River                       | 17/04/2004 | 3     | 3:00  | Redding, Califórnia          |                                                                |